# Jakob I. (Zypern)
Jakob I. von Zypern, auch Jakobus von Lusignan (* 1334; † 9. September 1398 in Nikosia) war König von Zypern von 1382 bis 1398.

## Leben
Jakob war der Sohn König Hugos IV. von Zypern und seiner zweiten Frau Alice von Ibelin († 1386). Bevor er König wurde, hatte Jakob andere Ämter inne und war für seinen Widerstand gegen die genuesische Invasion auf Zypern bekannt. So hielt er seit 1369 den Titel Konstabler von Jerusalem.  Im Jahr 1374 verließ er Zypern mit einem Schiff aus Kyrenia. Das Schiff wurde gezwungen, Rhodos anzulaufen. Dort wurde er von den Genuesern verhaftet und zusammen mit seiner Frau als Gefangener nach Genua gebracht.
Nach dem Tod seines Neffen Peter II. ohne Erben im Jahr 1382 entschied sich das Parlament von Zypern für Jakob als König, während er noch von der Republik Genua gefangen gehalten wurde. Bevor die Genuesen ihn freiließen und er nach Zypern zurückkehren konnte, verhandelten sie mit ihm über neue Privilegien für Handelsaktivitäten und erhielten am 2. Februar 1383 seine Unterschrift unter einen „erpresserischen“ Vertrag. Famagusta blieb unter genuesischer Oberhoheit, was in der Folge weder von ihm noch von anderen Königen nach ihm akzeptiert wurde. Während seiner nachfolgenden Regentschaft versuchte er, die Stadt zurückzuerobern. 
Mit der Ernennung zum König von Zypern wurde er auch Titularkönig von Jerusalem. Nachdem König Leon VI. von Armenien 1393 im Exil verstorben war, wurde Jakob auch Titularkönig von Kleinarmenien, ein Titel, den er an seine Nachfolger weitergab.
Jakob starb 1398 in Nikosia. Nach seinem Tod folgte ihm sein ältester Sohn Janus auf den Thron.

## Familie
Teilweise wird eine erste Ehe mit Agnes, Tochter von Stephan II. von Bayern angenommen.
Er war seit 1365 mit Helvis von Braunschweig-Grubenhagen verheiratet, einer Tochter des Herzogs Philip (um 1332–1370/1380), Konstabler von Jerusalem und seinerseits ein Sohn von Herzog Heinrich II. Sie hatten sechs Söhne sowie sechs Töchter. 